# Auzeville-Tolosane
Auzeville-Tolosane (Ausevila Tolosana en occitan) est une commune française située dans le nord du département de la Haute-Garonne en région Occitanie. Sur le plan historique et culturel, la commune fait partie du Lauragais, l'ancien « Pays de Cocagne », lié à la fois à la culture du pastel et à l’abondance des productions, et de « grenier à blé du Languedoc ».
Exposée à un climat océanique altéré, elle est drainée par le canal du Midi, l'Hers-Mort et par divers autres petits cours d'eau. La commune possède un patrimoine naturel remarquable :  un espace protégé (les « prairies Humides à jacinthe de Rome sur les communes de Ramonville-Saint-Agne et d'Auzeville-Tolosane ») et une zone naturelle d'intérêt écologique, faunistique et floristique.
Auzeville-Tolosane est une commune urbaine qui compte 4 451 habitants en 2022, après avoir connu une forte hausse de la population depuis 1975. Elle appartient à l'unité urbaine de Toulouse et fait partie de l'aire d'attraction de Toulouse. Ses habitants sont appelés les Auzevillois ou  Auzevilloises.
Le patrimoine architectural de la commune comprend un immeuble protégé au titre des monuments historiques : le manoir des Frères Tailleurs, inscrit en 1976.

## Géographie

### Localisation
La commune d'Auzeville-Tolosane se trouve dans le département de la Haute-Garonne, en région Occitanie.
Cette commune de l'aire d'attraction de Toulouse est située dans son unité urbaine, à une quinzaine de kilomètres au sud-est de Toulouse, à cheval sur les coteaux de Pech-David, le canal du Midi et la vallée de l'Hers.
Elle se situe à 9 km à vol d'oiseau de Toulouse, préfecture du département, et à 2 km de Castanet-Tolosan, bureau centralisateur du canton de Castanet-Tolosan dont dépend la commune depuis 2015 pour les élections départementales.
La commune fait en outre partie du bassin de vie de Toulouse.
Les communes les plus proches sont : 
Pechbusque (1,8 km), Castanet-Tolosan (1,9 km), Ramonville-Saint-Agne (2,2 km), Mervilla (2,3 km), Vigoulet-Auzil (2,8 km), Vieille-Toulouse (2,9 km), Péchabou (3,6 km), Labège (3,9 km).
Sur le plan historique et culturel, Auzeville-Tolosane fait partie du pays toulousain, une ceinture de plaines fertiles entrecoupées de bosquets d'arbres, aux molles collines semées de fermes en briques roses, inéluctablement grignotée par l'urbanisme des banlieues.
Auzeville-Tolosane est limitrophe de cinq autres communes.
Les communes limitrophes sont  Castanet-Tolosan, Labège, Mervilla, Pechbusque et Ramonville-Saint-Agne.
|            | Ramonville-Saint-Agne |        |
| Pechbusque | Auzeville-Tolosane    | Labège |
| Mervilla   | Castanet-Tolosan      |        |

### Géologie et relief
La superficie de la commune est de 666 ha (6,66 km2) ; son altitude varie de 142  à   272 m.

### Hydrographie

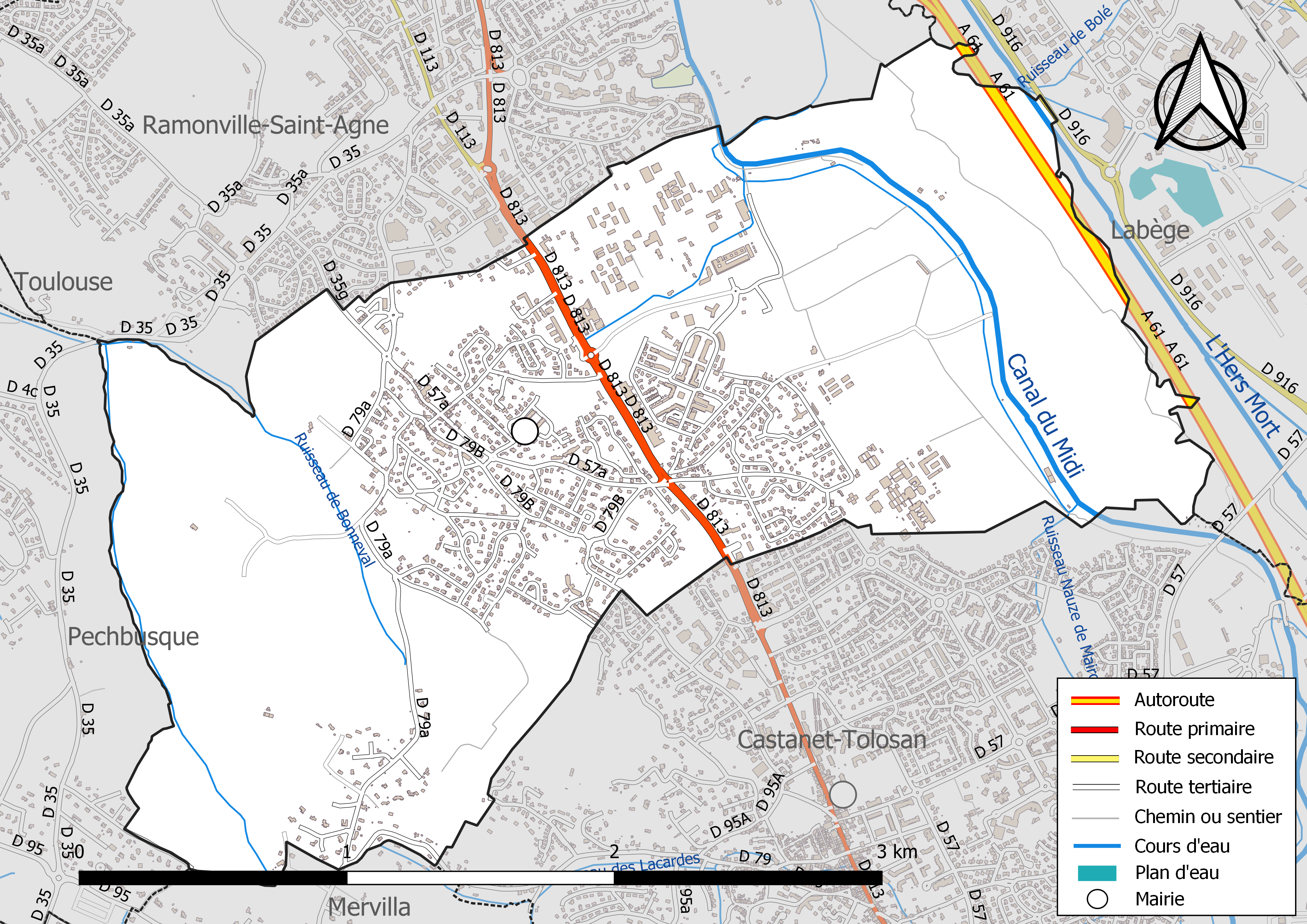
Réseaux hydrographique et routier d'Auzeville-Tolosane.

La commune est dans le bassin de la Garonne, au sein du bassin hydrographique Adour-Garonne. Elle est drainée par le canal du Midi, l'Hers-Mort, le ruisseau de Bonneval, le ruisseau Nauze de Mairolles et par divers petits cours d'eau, constituant un réseau hydrographique de 10 km de longueur totale,.
Le canal du Midi, d'une longueur totale de 239,8 km, est un canal de navigation à bief de partage qui relie Toulouse à la mer Méditerranée depuis le xviie siècle.
L'Hers-Mort, d'une longueur totale de 89,3 km, prend sa source dans la commune de Laurac et s'écoule du sud-est vers le nord-ouest. Il traverse la commune et se jette dans la Garonne à Grenade, après avoir traversé 40 communes.

### Climat
Pour des articles plus généraux, voir Climat de l'Occitanie et Climat de la Haute-Garonne.
En 2010, le climat de la commune est de type climat du Bassin du Sud-Ouest, selon une étude s'appuyant sur une série de données couvrant la période 1971-2000. En 2020, Météo-France publie une typologie des climats de la France métropolitaine dans laquelle la commune est exposée à un climat océanique altéré et est dans la région climatique Aquitaine, Gascogne, caractérisée par une pluviométrie abondante au printemps, modérée en automne, un faible ensoleillement au printemps, un été chaud (19,5 °C), des vents faibles, des brouillards fréquents en automne et en hiver et des orages fréquents en été (15 à 20 jours).
Pour la période 1971-2000, la température annuelle moyenne est de 13,3 °C, avec une amplitude thermique annuelle de 15,9 °C. Le cumul annuel moyen de précipitations est de 731 mm, avec 9,5 jours de précipitations en janvier et 6 jours en juillet. Pour la période 1991-2020, la température moyenne annuelle observée sur la station météorologique la plus proche, située sur la commune de Cugnaux à 11 km à vol d'oiseau, est de 14,3 °C et le cumul annuel moyen de précipitations est de 635,7 mm,. Pour l'avenir, les paramètres climatiques de la commune estimés pour 2050 selon différents scénarios d’émission de gaz à effet de serre sont consultables sur un site dédié publié par Météo-France en novembre 2022.

### Milieux naturels et biodiversité

#### Espaces protégés
La protection réglementaire est le mode d’intervention le plus fort pour préserver des espaces naturels remarquables et leur biodiversité associée,.
Un  espace protégé est présent sur la commune : 
les « prairies Humides à jacinthe de Rome sur les communes de Ramonville-Saint-Agne et d'Auzeville-Tolosane », objet d'un arrêté de protection de biotope, d'une superficie de 22,6 ha.

#### Zones naturelles d'intérêt écologique, faunistique et floristique

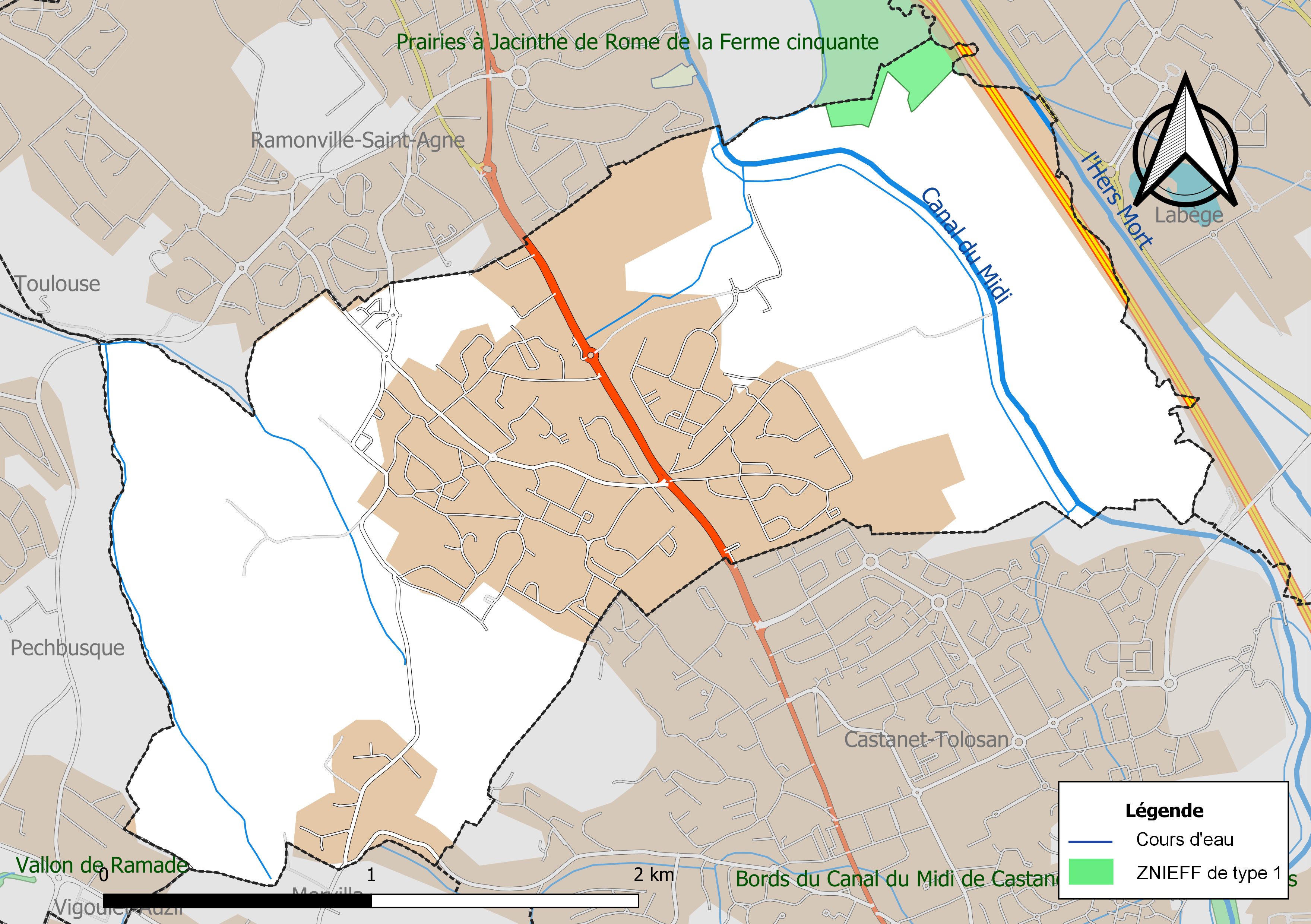
Carte de la ZNIEFF de type 1 localisée sur la commune.

L’inventaire des zones naturelles d'intérêt écologique, faunistique et floristique (ZNIEFF) a pour objectif de réaliser une couverture des zones les plus intéressantes sur le plan écologique, essentiellement dans la perspective d’améliorer la connaissance du patrimoine naturel national et de fournir aux différents décideurs un outil d’aide à la prise en compte de l’environnement dans l’aménagement du territoire.
Une ZNIEFF de type 1 est recensée sur la commune :
les « prairies à Jacinthe de Rome de la Ferme cinquante » (34 ha), couvrant 3 communes du département.

## Urbanisme

### Typologie
Au 1er janvier 2024, Auzeville-Tolosane est catégorisée ceinture urbaine, selon la nouvelle grille communale de densité à sept niveaux définie par l'Insee en 2022.
Elle appartient à l'unité urbaine de Toulouse, une agglomération inter-départementale regroupant 81  communes, dont elle est une commune de la banlieue,,. Par ailleurs la commune fait partie de l'aire d'attraction de Toulouse, dont elle est une commune de la couronne,. Cette aire, qui regroupe 527 communes, est catégorisée dans les aires de 700 000 habitants ou plus (hors Paris),.

### Occupation des sols

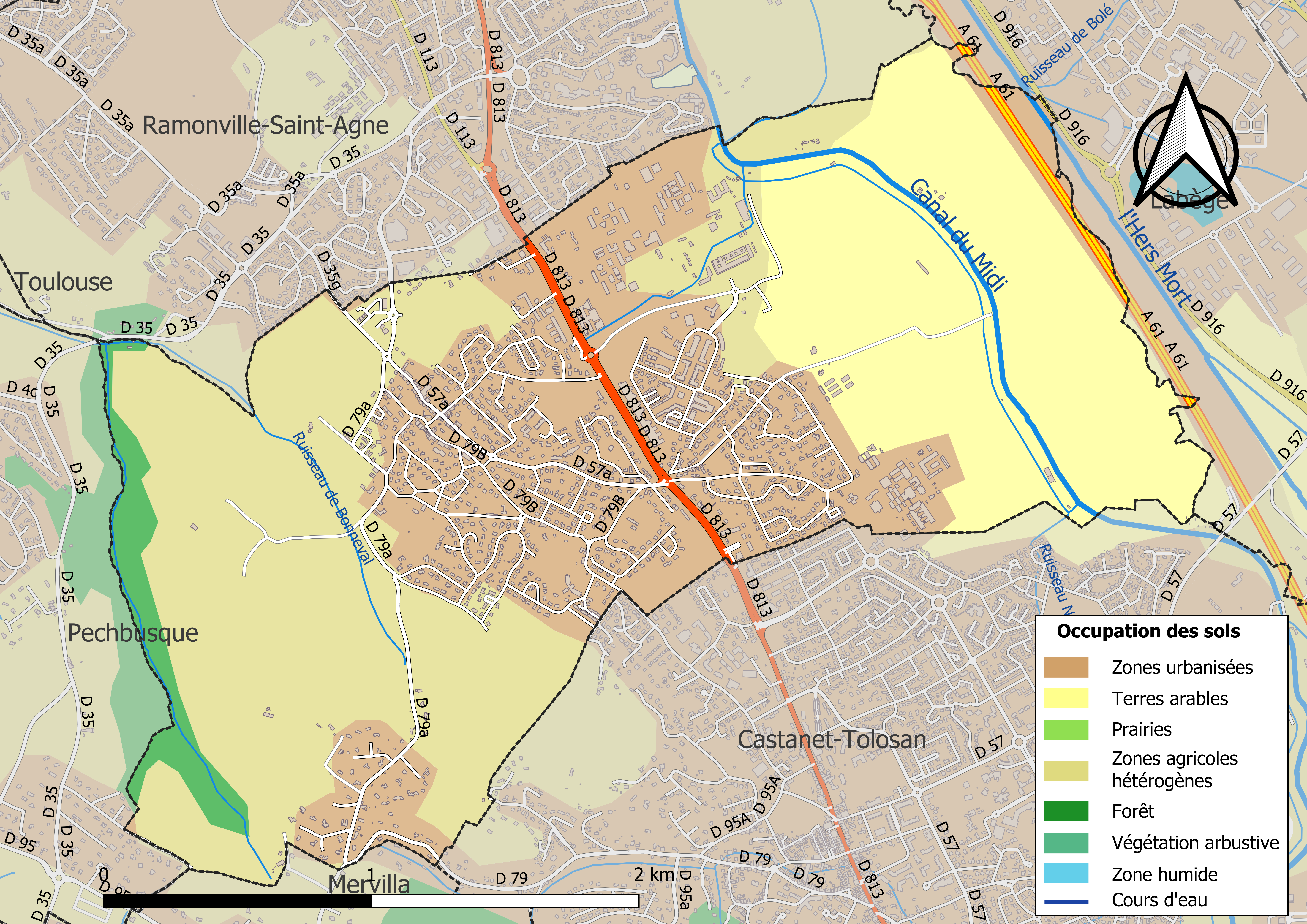
Carte des infrastructures et de l'occupation des sols de la commune en 2018 (CLC).

L'occupation des sols de la commune, telle qu'elle ressort de la base de données européenne d’occupation biophysique des sols Corine Land Cover (CLC), est marquée par l'importance des territoires agricoles (62,4 % en 2018), en diminution par rapport à 1990 (69,7 %). La répartition détaillée en 2018 est la suivante : 
zones agricoles hétérogènes (35,9 %), zones urbanisées (33,6 %), terres arables (26,5 %), forêts (2,7 %), zones industrielles ou commerciales et réseaux de communication (1,3 %). L'évolution de l’occupation des sols de la commune et de ses infrastructures peut être observée sur les différentes représentations cartographiques du territoire : la carte de Cassini (XVIIIe siècle), la carte d'état-major (1820-1866) et les cartes ou photos aériennes de l'IGN pour la période actuelle (1950 à aujourd'hui).

### Lieux-dits ou hameaux
Bourlès,

### Voies de communication et transports

#### Voies de communication
Accès par la route départementale 813 ou l'A61.

#### Transports
La commune est desservie par une ligne de bus à haut niveau de service du réseau Tisséo, la ligne Linéo L6, qui la relie à la station Ramonville du métro de Toulouse depuis Castanet-Tolosan en passant par la Route de Narbonne.
La ligne 56 du réseau Tisséo dessert également la commune en reliant l'église d'Auzeville à la station de métro Université-Paul-Sabatier, la ligne 81 relie la route de Narbonne à la station Université-Paul-Sabatier également, les lignes 350 et 383 du réseau Arc-en-Ciel relient la commune à la station Université-Paul-Sabatier également depuis respectivement Avignonet-Lauragais et Salles-sur-l'Hers, et la ligne 413 du réseau liO relie la commune à la gare routière de Toulouse et à Castelnaudary.
Les gares les plus proches sont la gare de Labège-Innopole et la Halte de Labège-Village. L'aéroport le plus proche est l'aéroport de Toulouse-Blagnac.

### Risques majeurs
Le territoire de la commune d'Auzeville-Tolosane est vulnérable à différents aléas naturels : météorologiques (tempête, orage, neige, grand froid, canicule ou sécheresse), inondations et séisme (sismicité très faible). Il est également exposé à un risque technologique, la rupture d'un barrage. Un site publié par le BRGM permet d'évaluer simplement et rapidement les risques d'un bien localisé soit par son adresse soit par le numéro de sa parcelle.

#### Risques naturels
Certaines parties du territoire communal sont susceptibles d’être affectées par le risque d’inondation par débordement de cours d'eau, notamment l'Hers-Mort. La commune a été reconnue en état de catastrophe naturelle au titre des dommages causés par les inondations et coulées de boue survenues en 1982, 1999 et 2009,.

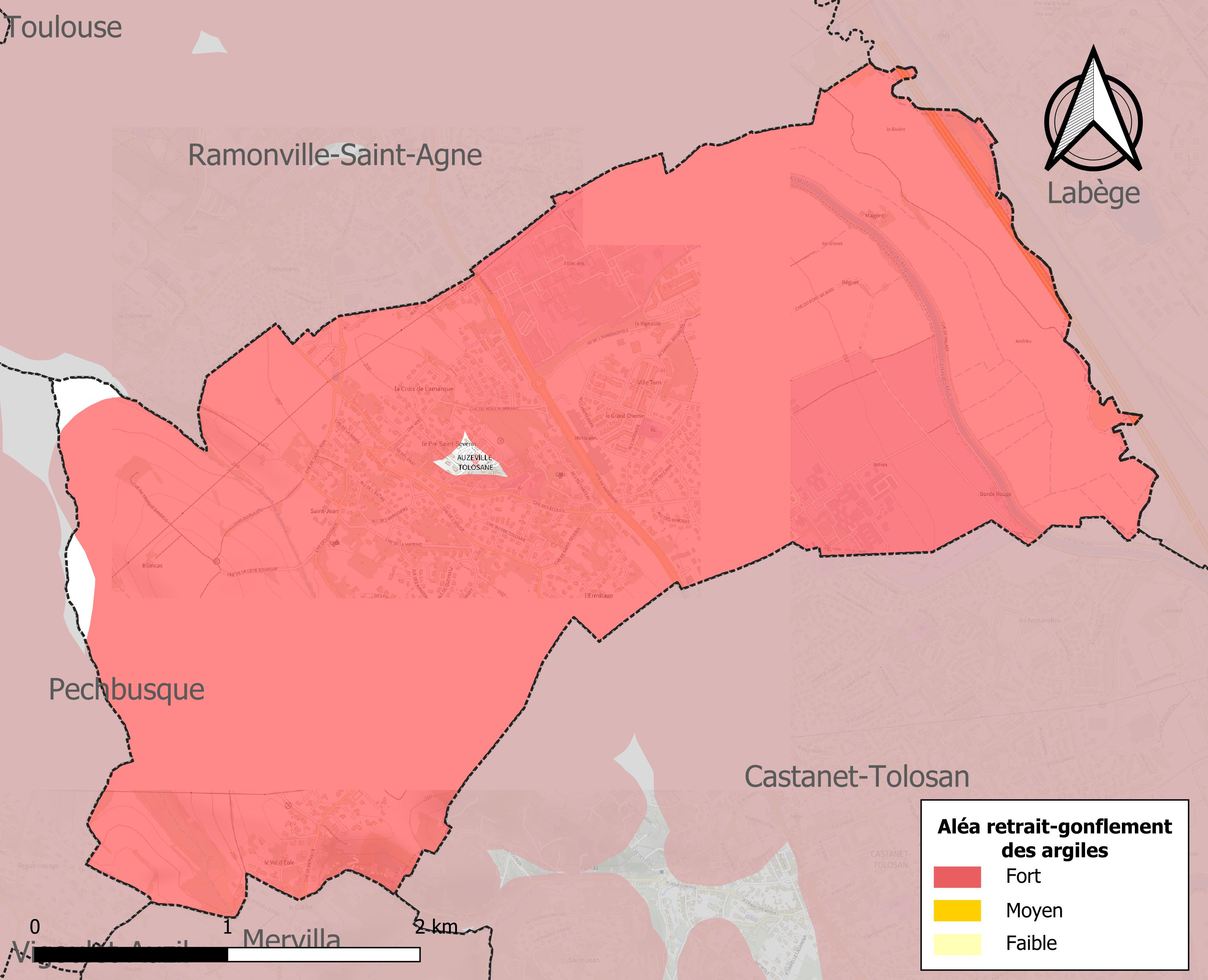
Carte des zones d'aléa retrait-gonflement des sols argileux d'Auzeville-Tolosane.

Le retrait-gonflement des sols argileux est susceptible d'engendrer des dommages importants aux bâtiments en cas d’alternance de périodes de sécheresse et de pluie. 98,8 % de la superficie communale est en aléa moyen ou fort (88,8 % au niveau départemental et 48,5 % au niveau national). Sur les 939 bâtiments dénombrés sur la commune en 2019, 933 sont en aléa moyen ou fort, soit 99 %, à comparer aux 98 % au niveau départemental et 54 % au niveau national. Une cartographie de l'exposition du territoire national au retrait gonflement des sols argileux est disponible sur le site du BRGM,.
Par ailleurs, afin de mieux appréhender le risque d’affaissement de terrain, l'inventaire national des cavités souterraines permet de localiser celles situées sur la commune.
Concernant les mouvements de terrains, la commune a été reconnue en état de catastrophe naturelle au titre des dommages causés par la sécheresse en 1989, 1991, 2002, 2003 et 2017 et par des mouvements de terrain en 1999.

#### Risques technologiques
La commune est en outre située en aval du barrage de l'Estrade sur la Ganguise (département de l'Aude). À ce titre elle est susceptible d’être touchée par l’onde de submersion consécutive à la rupture de cet ouvrage.

## Histoire

### Héraldique
| Blason de Auzeville-Tolosane | Blason  | Porte d'azur au soleil d'or accompagné en pointe de trois losanges du même. |
| Blason de Auzeville-Tolosane | Détails |                                                                             |

## Politique et administration

### Administration municipale
Le nombre d'habitants au recensement de 2017 étant compris entre 3 500 habitants et 4 999 habitants, le nombre de membres du conseil municipal pour l'élection de 2020 est de vingt-sept,.

### Rattachements administratifs et électoraux
Commune faisant partie de la dixième circonscription de la Haute-Garonne du Sicoval et du canton de Castanet-Tolosan.

### Jumelages
- Broughton and Bretton (Royaume-Uni) depuis 1991[31].
- Călugăreni (Roumanie).

## Population et société

### Démographie
L'évolution du nombre d'habitants est connue à travers les recensements de la population effectués dans la commune depuis 1793. Pour les communes de moins de 10 000 habitants, une enquête de recensement portant sur toute la population est réalisée tous les cinq ans, les populations de référence des années intermédiaires étant quant à elles estimées par interpolation ou extrapolation. Pour la commune, le premier recensement exhaustif entrant dans le cadre du nouveau dispositif a été réalisé en 2008.

En 2022, la commune comptait 4 451 habitants, en évolution de +6,97 % par rapport à 2016 (Haute-Garonne : +8,02 %, France hors Mayotte : +2,11 %).
| 1793 | 1800 | 1806 | 1821 | 1831 | 1836 | 1841 | 1846 | 1851 |
| ---- | ---- | ---- | ---- | ---- | ---- | ---- | ---- | ---- |
| 352  | 374  | 346  | 327  | 335  | 358  | 340  | 361  | 357  |

| 1856 | 1861 | 1866 | 1872 | 1876 | 1881 | 1886 | 1891 | 1896 |
| ---- | ---- | ---- | ---- | ---- | ---- | ---- | ---- | ---- |
| 378  | 346  | 339  | 343  | 321  | 298  | 278  | 293  | 259  |

| 1901 | 1906 | 1911 | 1921 | 1926 | 1931 | 1936 | 1946 | 1954 |
| ---- | ---- | ---- | ---- | ---- | ---- | ---- | ---- | ---- |
| 260  | 256  | 255  | 246  | 266  | 281  | 293  | 304  | 337  |

| 1962 | 1968 | 1975  | 1982  | 1990  | 1999  | 2006  | 2008  | 2013  |
| ---- | ---- | ----- | ----- | ----- | ----- | ----- | ----- | ----- |
| 456  | 491  | 1 073 | 1 808 | 2 000 | 2 202 | 2 767 | 2 865 | 3 564 |

| 2018  | 2022  | - | - | - | - | - | - | - |
| ----- | ----- | - | - | - | - | - | - | - |
| 4 092 | 4 451 | - | - | - | - | - | - | - |

| selon la population municipale des années : | 1968 | 1975 | 1982 | 1990 | 1999 | 2006 | 2009 | 2013 |
| Rang de la commune dans le département      | 148  | 84   | 66   | 72   | 73   | 65   | 61   | 59   |
| Nombre de communes du département           | 592  | 582  | 586  | 588  | 588  | 588  | 589  | 589  |

### Enseignement
Auzeville fait partie de l'académie de Toulouse.
Auzeville compte deux groupes scolaires : l'école publique René-Goscinny (maternelle et élémentaire) ainsi qu'une nouvelle école publique Aimé-Césaire (maternelle et élémentaire également) qui a ouvert ses portes en septembre 2009 dans le quartier du Pont de Bois.
Dans le cadre de l'Agrobiopole Auzeville-Tolosane, l'enseignement secondaire et supérieur est spécialisé dans les domaines de l'agriculture et de l'agronomie :
- Lycée d'enseignement général et technologique agricole Cité des Sciences Vertes (LEGTA) ;
- École nationale supérieure agronomique (INP/ENSAT) ;
- École nationale supérieure de formation de l'enseignement agricole (ENSFEA) ;
- Institut national de recherche pour l'agriculture, l'alimentation et l'environnement (INRAE) - Laboratoires ;
- Laboratoire de recherches en sciences végétales (LRSV)
- Comportement et écologie de la faune sauvage (CEFS)
- École supérieure des métiers artistiques (ESMA) ;
- Université Toulouse III dont certaines formations sont codélivrées avec les établissements ci-dessus.

La formation à la recherche et par la recherche est assurée au sein d'unités propres de recherche et d'unités mixtes de recherche avec les laboratoires des universités toulousaines.
Centre de formation CFAAH-CFPPA.

### Culture
Le foyer rural René-Lavergne est l'association sportive et culturelle la plus importante du village. Elle regroupe 25 activités.

### Activités sportives
Aïkido, pétanque, football, tennis, skatepark.

### Écologie et recyclage
La collecte et le traitement des déchets des ménages et des déchets assimilés ainsi que la protection et la mise en valeur de l'environnement se font dans le cadre du Sicoval.

## Économie

### Revenus
En 2018  (données Insee publiées en septembre 2021), la commune compte 1 363 ménages fiscaux, regroupant 3 309 personnes. La médiane du revenu disponible par unité de consommation est de 28 250 € (23 140 € dans le département). 68 % des ménages fiscaux sont imposés (55,3 % dans le département).

### Emploi
|                | 2008  | 2013  | 2018  |
| -------------- | ----- | ----- | ----- |
| Commune        | 3,2 % | 5,5 % | 5,7 % |
| Département    | 7,7 % | 9,6 % | 9,3 % |
| France entière | 8,3 % | 10 %  | 10 %  |

En 2018, la population âgée de 15 à 64 ans s'élève à 2 870 personnes, parmi lesquelles on compte 61,4 % d'actifs (55,6 % ayant un emploi et 5,7 % de chômeurs) et 38,6 % d'inactifs,. Depuis 2008, le taux de chômage communal (au sens du recensement) des 15-64 ans est inférieur à celui de la France et du département.
La commune fait partie de la couronne de l'aire d'attraction de Toulouse, du fait qu'au moins 15 % des actifs travaillent dans le pôle,. Elle compte 1 635 emplois en 2018, contre 1 428 en 2013 et 1 252 en 2008. Le nombre d'actifs ayant un emploi résidant dans la commune est de 1 630, soit un indicateur de concentration d'emploi de 100,3 % et un taux d'activité parmi les 15 ans ou plus de 51,1 %.
Sur ces 1 630 actifs de 15 ans ou plus ayant un emploi, 261 travaillent dans la commune, soit 16 % des habitants. Pour se rendre au travail, 71 % des habitants utilisent un véhicule personnel ou de fonction à quatre roues, 11,6 % les transports en commun, 13,2 % s'y rendent en deux-roues, à vélo ou à pied et 4,1 % n'ont pas besoin de transport (travail au domicile).

### Activités hors agriculture

#### Secteurs d'activités
260 établissements sont implantés  à Auzeville-Tolosane au 31 décembre 2019. Le tableau ci-dessous en détaille le nombre par secteur d'activité et compare les ratios avec ceux du département,.
| Secteur d'activité                                                                                        | Commune | Commune | Département |
| Secteur d'activité                                                                                        | Nombre  | %       | %           |
| --- | ------- | ------- | ----------- |
| Ensemble                                                                                                  | 260     | 100 %   | (100 %)     |
| Industrie manufacturière, industries extractives et autres                                                | 8       | 3,1 %   | (5,7 %)     |
| Construction                                                                                              | 14      | 5,4 %   | (12 %)      |
| Commerce de gros et de détail, transports, hébergement et restauration                                    | 54      | 20,8 %  | (25,9 %)    |
| Information et communication                                                                              | 17      | 6,5 %   | (4,1 %)     |
| Activités financières et d'assurance                                                                      | 11      | 4,2 %   | (3,8 %)     |
| Activités immobilières                                                                                    | 12      | 4,6 %   | (4,2 %)     |
| Activités spécialisées, scientifiques et techniques et activités de services administratifs et de soutien | 55      | 21,2 %  | (19,8 %)    |
| Administration publique, enseignement, santé humaine et action sociale                                    | 63      | 24,2 %  | (16,6 %)    |
| Autres activités de services                                                                              | 26      | 10 %    | (7,9 %)     |

Le secteur de l'administration publique, l'enseignement, la santé humaine et l'action sociale est prépondérant sur la commune puisqu'il représente 24,2 % du nombre total d'établissements de la commune (63 sur les 260 entreprises implantées  à Auzeville-Tolosane), contre 16,6 % au niveau départemental.

#### Entreprises et commerces
Les cinq entreprises ayant leur siège social sur le territoire communal qui génèrent le plus de chiffre d'affaires en 2020 sont : 
- Koalys, analyses, essais et inspections techniques (5 243 k€)
- Le Parc D'oly, hébergement médicalisé pour personnes âgées (3 075 k€)
- SARL PR, services funéraires (1 775 k€)
- Societe D'etude, Realisation Et Diffusion Internationale - Serdi, édition de revues et périodiques (1 209 k€)
- RF Invest, activités des sociétés holding (406 k€)
- INRA, ENSAT, Compagnie d'aménagement des coteaux de Gascogne, Agrobiopole

### Agriculture
|               | 1988 | 2000 | 2010 | 2020 |
| ------------- | ---- | ---- | ---- | ---- |
| Exploitations | 11   | 7    | 5    | 3    |
| SAU (ha)      | 375  | 412  | nd   | 184  |

La commune est dans le Lauragais, une petite région agricole occupant le nord-est du département de la Haute-Garonne, dont les coteaux portent des grandes cultures en sec avec une dominante blé dur et tournesol. En 2020, l'orientation technico-économique de l'agriculture  sur la commune est la culture de céréales et/ou d'oléoprotéagineuses. Trois exploitations agricoles ayant leur siège dans la commune sont dénombrées lors du recensement agricole de 2020 (onze en 1988). La superficie agricole utilisée est de 184 ha,,.

## Culture locale et patrimoine

### Lieux et monuments
- Église Saint-Séverin.
- Auzeville possède plusieurs manoirs et châteaux[45], dont le manoir des Frères Tailleurs.
- L'école d'Auzeville
- Les Coteaux Auzevillois, qui offrent un panorama sur la plaine du Lauragais.
- Le canal du Midi et le pont-canal de Madron.

### Personnalités liées à la commune
- Hugues-Robert-Jean-Charles de la Tour d'Auvergne-Lauraguais, cardinal français.
- Bernard de La Tour d'Auvergne député.

## Pour approfondir